# Distichodus affinis
Distichodus affinis är en fiskart som beskrevs av Günther, 1873. Distichodus affinis ingår i släktet Distichodus och familjen Distichodontidae. IUCN kategoriserar arten globalt som livskraftig. Inga underarter finns listade i Catalogue of Life.